# معركة سيغوينزا
معركة سيغوينزا جرت في بداية الحرب الأهلية الإسبانية، في الفترة من 7 أغسطس إلى 15 أكتوبر 1936. وكانت أهم حلقة فيها هي حصار الكاتدرائية، حيث لجأ إليها حوالي 800 شخص، ومنهم رجال الميليشيات والمدنيون. لمقاومة المتمردين، وفي انتظار التعزيزات التي لم تصل إليهم. انتهت المعركة بتدمير جزئي للمدينة، بالخصوص المباني الهامة ذات القيمة التاريخية والفنية الكبيرة، ومقتل أكثر من 500 شخص، معظمهم من المدنيين.

## البداية
جرت الأحداث الحاسمة كالتالي:
يوليو 1936
- السبت 25 يوليو: دخل رتل CNT-FAI بقيادة فيليسيانو بينيتو إلى المدينة. بعد عدة ساعات وصل طابور جديد من كتيبة «باسيوناريا». وفي اليومين التاليين قتلت مجموعة من رجال الميليشيات المطران يوستاكيو نييتو مارتن، ورئيس الحركة الكاثوليكية خوسيه ماريا مارتينيز، وعميد الكاتدرائية أناستاسيو دي سيمون. بعد يوم واحد من جرائم القتل هذه، وصل القائد مارتينيز دي أراغون إلى المدينة على رأس طابورين آخرين من ميليشيات سكك الحديد التابعة اتحاد العمال العام وجيش الشباب الاشتراكي الموحد.

أغسطس 1936
- الجمعة 7 أغسطس: تعرضت المدينة لهجوم فاشل من القوات المتمردة المتمركزة في بلدة ألكوليا ديل بينار. وبعد هذا الهجوم، تعرضت عدة كنائس المدينة للتدنيس.
- الأحد 16: شن العقيد خيمينيز أورج هجومًا عسكريًا من غوادالاخارا للاستيلاء على أتينثا، ولكن الهجوم فشل.

## الحصار
سبتمبر 1936
- الإثنين 7 سبتمبر: قصفت المدينة لأول مرة بنيران المدفعية من موخاريس التي على طريق سكة حديد سرقسطة الخاضعة للمتمردين واستمرت على فترات منتظمة حتى سقوط سيغوينزا.
- الثلاثاء 15 سبتمبر: ازدياد أعداد اللاجئين من القرى المحتلة إلى المدينة نتيجة لتقدم الهجوم.
- الثلاثاء 29 سبتمبر: قصف سرب كبير من الطائرات الألمانية المدينة في موجات متتالية في الساعات الأولى من صباح الثلاثاء، مما ألحق أضرارًا جسيمة بالمدينة، بالإضافة إلى التدمير الكامل لمستشفى ودار الأسقفية مما أدى إلى مقتل جميع النزلاء والأطفال والممرضات.

أكتوبر 1936
- الخميس 8 أكتوبر: غادر القائد مارتينيز دي أراغون سيغوينزا في وقت متأخر من بعد الظهر بحثًا عن تعزيزات. رجال الميليشيات الذين بقوا في المدينة محتجزون مع لاجئين مدنيين في الكاتدرائية. قصفت المدفعية المتمردة الكاتدرائية من أربع نقاط مختلفة ، مما تسبب في أضرار جسيمة لسقفها وبرجها الأيمن والقبة. وتمكنت مجموعة من الميليشيا بقيادة فيليسيانو بينيتو من الهروب من الكاتدرائية والوصول إلى صفوف الجمهوريين. ورفض المحاصرون قبول استسلام غير مشروط.
- الثلاثاء 13 أكتوبر: استأنف المتمردون القصف المدفعي على الكاتدرائية، مما ألحق أضرارًا كبيرة بجناح الكنيسة والعديد من الأماكن الأخرى. فشلت محاولة جديدة للهروب عبر الجزء الخلفي من الكاتدرائية بسبب ضغط المتمردين القوي.
- الخميس 15 أكتوبر : استسلم رجال المليشيا المحاصرون، وعند الساعة 5:30 عصرا بدأ إخلاء الكاتدرائية. في ذلك الوقت كان القائد مارتينيز دي أراغون على بعد أقل من 20 كيلومترًا من المدينة مع طابور تعزيز، ولكنه عاد إلى غوادالاخارا.

## جرائم الحرب وحالات الاختفاء
تم العثور على إشارة دقيقة لما جرى بعد الاستسلام في كتاب العقيد خوسيه مي مانريكي «الدم في ألكاريا» (Galland Books - 2009)، وهو سرد جزئي ومتحيز للحرب في سيغوينزا إلى جانب المتمردين، حيث ذكر أنه في ذلك اليوم بدأت القوات التي اقتحمت الكنيسة بفرز 738 أسيرا، من بينهم 500 مقاتل. حتى اليوم ظل هناك 157 أسيرا مفقودا، مما شكل جريمة حرب مزعومة. الرقم هو نتيجة مقارنة بين قائمتين موثقتين للسجناء تم الاحتفاظ بها بعد معركة سيغوينزا. القائمة الأولى مؤرخة في 16 أكتوبر 1936، في اليوم التالي للاستيلاء العسكري على سيغوينزا وتتألف من 591 شخصًا، بما في ذلك أعضاء من الميليشيات الجمهورية ولاجئين من البلدات المجاورة. القائمة الثانية وضعت في سوريا في يناير 1937، ووقعها مدير السجن في هذه المدينة. ويوجد في هذه القائمة 333 سجيناً، ظهرت فيها بعض الأسماء الجديدة لأنه في تلك الفترة (أكتوبر- يناير) وصل 14 سجيناً آخرين من أماكن أخرى. وباستثناء هذه المجموعة ومقارنة القائمتين، فإن الفرق هو 157 سجينًا أقل في القائمة الثانية مقارنة بالقائمة الأولى.
هناك شهادات في الوقت الحاضر أشارت إلى أن السجناء نُقلوا مقيدين من الأكواع إلى ألاميدا، حيث تم حبسهم في مسرح الكابيتول من أجل فرزهم، باستثناء كبار السن والنساء والأطفال الذين حبسوا أولا في المدارس، ثم أطلق سراحهم بعد فترة وجيزة. وفي اليوم التالي، وبالكاد اسقوهم الماء، فقد نُقل نزلاء الكابيتول في شاحنات ماشية إلى سوريا، حيث حبسوا في دير سانتا كلارا، الذي أصبح ثكنة وسجن. تم إعدام العديد من هؤلاء السجناء في الطريق في مرتفعات باراهونا، على الحدود بين مقاطعتي غوادالاخارا وسوريا.
يشكل اختفاؤهم جريمة حرب، لأنهم كانوا في عهدة جيش المتمرد، ووفقًا للتشريعات السارية في ذلك الوقت فإن هؤلاء الأسرى تحت حماية اتفاقية جنيف لسنة 1929، وبالتالي فإن المقرر الخاص للأمم المتحدة لحالات الاختفاء القسري أرييل دوليتسكي افترض أن هناك معلومات متعلقة باختفاء 157، ولكن لم يتم إحراز أي تقدم في التحقيق.